# Alnitak

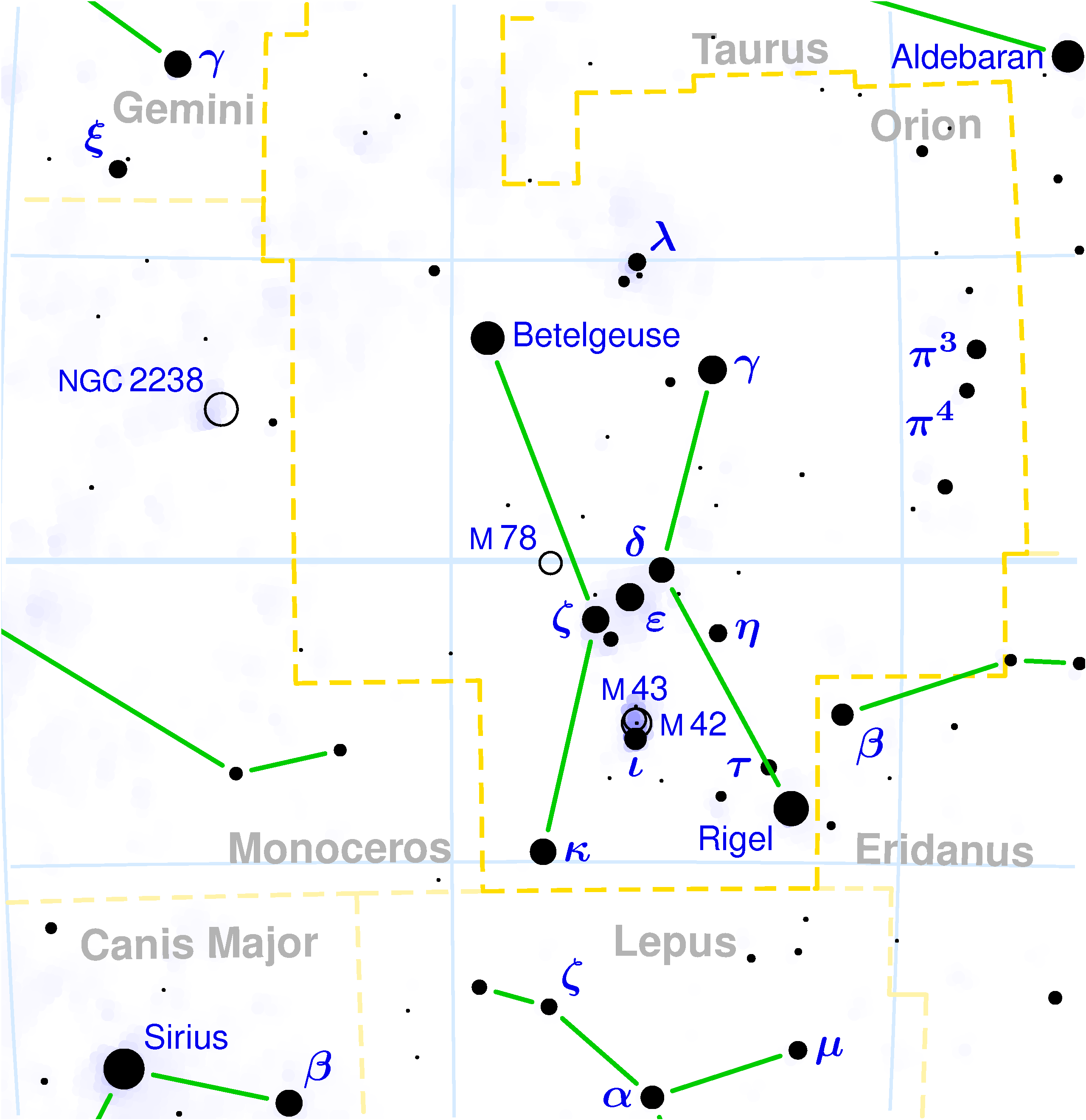
Constel·lació d'Orió

Alnitak (Zeta d'Orió / ζ Orionis / 50 Orionis) és un sistema estel·lar situat a la constel·lació d'Orió. Forma part de l'anomenat Cinturó d'Orió amb Mintaka (δ Orionis) i Alnilam (ε Orionis) i, amb aquestes, forma el grup conegut com «les tres Maries», i n'és Alnitak l'estrella situada més al sud. El seu nom prové de l'àrab النطاق an-niṭāq i significa 'el cinturó'. Tot i que inicialment es pensava que es trobava a uns 1.500  anys llum del sistema solar, la mesura de la seva paral·laxi pel satèl·lit Hipparcos va donar com a resultat una distància de només uns 800 anys llum.

## Característiques físiques
Alnitak és un sistema estel·lar triple; els seus components principals estan separats 2,1 segons d'arc. L'estrella principal del sistema, Alnitak A, és al seu torn una estrella binària, caràcter acabat de descobrir el 1998. El component principal, Alnitak Aa, és una supergegant blava de tipus espectral O9.5Ib i magnitud aparent +1,89, la més brillant al cel d'aquest tipus espectral. Alnitak Ab, 2 magnituds més tènue, és igualment una estrella de tipus O, encara que de seqüència principal.
Alnitak Aa és una estrella molt calenta, amb una temperatura efectiva de 31.000  K, 10.000 vegades més lluminosa que el Sol a l'espectre visible, encara que si es considera la important quantitat de radiació ultraviolada que emet, la seva lluminositat és 100.000 major que la solar. La seva massa s'estima en unes 20 masses solars. Alnitak és una font de raigs X provinents del fort vent estel·lar que bufa a gairebé 2.000 km/s des de la seva superfície. Amb una edat de gairebé 6 milions d'anys, en el seu nucli, la fusió d'hidrogen ha finalitzat i avança en la seva evolució per esdevenir una supergegant vermella, posteriorment explotar com supernova i, en última instància, concloure com a estrella de neutrons.
Alnitak B és també una estrella massiva de tipus espectral B2III i magnitud +3,72. Completa una volta al voltant del parell interior cada 1.500 anys.